# دالشوو
دالشوو (به لهستانی:  Daleszewo) یک روستا در لهستان است که در گمینا گرفینو واقع شده‌است. دالشوو ۱٬۱۰۰ نفر جمعیت دارد.